# La lunga notte - La caduta del Duce
La lunga notte - La caduta del Duce è una miniserie televisiva italiana del 2024, diretta da Giacomo Campiotti.

## Trama
Vengono narrate le tre settimane precedenti la notte tra il 24 e il 25 luglio 1943, quando si svolse l’ultima riunione del Gran consiglio del fascismo (organo supremo presieduto da Benito Mussolini) che sancì la fine del regime fascista.

## Episodi
| nº | Titolo     | Pubblicazione   | Prima TV        |
| -- | ---------- | --------------- | --------------- |
| 1  | Episodio 1 | 29 gennaio 2024 | 29 gennaio 2024 |
| 2  | Episodio 2 | 29 gennaio 2024 | 29 gennaio 2024 |
| 3  | Episodio 3 | 29 gennaio 2024 | 30 gennaio 2024 |
| 4  | Episodio 4 | 29 gennaio 2024 | 30 gennaio 2024 |
| 5  | Episodio 5 | 29 gennaio 2024 | 31 gennaio 2024 |
| 6  | Episodio 6 | 29 gennaio 2024 | 31 gennaio 2024 |

## Distribuzione
La serie, composta da 6 episodi, viene trasmessa in prima visione e in prima serata su Rai 1 il 29, 30 e 31 gennaio 2024. In contemporanea con la messa in onda del primo episodio il 29 gennaio, l'intera serie è stata caricata sulla piattaforma streaming RaiPlay.

## Produzione

### Riprese
Le riprese iniziarono a novembre 2022 e durarono 15 settimane.
La serie è stata girata in diversi luoghi storici di Roma: tutte le scene ambientate a Palazzo Venezia, sede del governo durante gli anni del regime, sono state in realtà girate al Palazzo della Cancelleria; qui la celebre Sala dei Cento Giorni, affrescata dal Vasari in stile manierista, è adibita a ufficio di Mussolini. Le scene ambientate al Palazzo del Quirinale, all'epoca residenza ufficiale del Re d'Italia, sono state girate alla Galleria Doria Pamphilj nelle scene con protagonista Vittorio Emanuele III, mentre la cerimonia della consegna del collare dell'Annunziata a Dino Grandi è invece stata girata a Palazzo Altemps. Le scene ambientate nei giardini del Quirinale sono in realtà i giardini di Palazzo Farnese. L'abitazione di Galeazzo Ciano ed Edda Mussolini è Villa Ciolfi, in viale delle Terme di Caracalla. Le scene ambientate a Villa Torlonia, residenza di Mussolini, furono girate nell'effettiva villa utilizzata dal Duce dal 1925 al 1943; sono presenti anche alcuni interni del Casino Nobile. Le scene nella sede del Partito Nazionale Fascista, che si trovava a Palazzo Wedekind, in Piazza Colonna, sono state girate all'Istituto storico e di cultura dell'Arma del genio. Le scene in cui la principessa Maria José del Belgio riceve i suoi ospiti a colloquio sono girate al Museo Hendrik Christian Andersen. Una scena tra Vittorio Emanuele III e Grandi, ambientata a Villa Ada, è stata girata a Villa Grazioli, a Grottaferrata. L'incontro tra Mussolini e Hitler a Villa Gaggia a Feltre, è stato girato a Villa Tuscolana a Frascati. La sede dell'OVRA è ambientata in piazza del Seminario a Tivoli.

## Accoglienza

### Critica
(Aldo Grasso, Corriere della Sera, 30 gennaio 2024)
(Gianni Scipione Rossi)

## Colonna sonora
La colonna sonora della fiction è stata interamente composta, orchestrata e diretta da Carmine Padula. Le parti orchestrali sono state incise presso i Forum Studios di Roma con l'Orchestra Italiana del Cinema mentre le parti corali sono state eseguite dal Coro Filarmonico Campano in collaborazione con i Cori Uniti del Cilento e incise presso il Teatro Leo De Berardinis a Vallo della Lucania. 
L'album dell'intera colonna sonora è stato pubblicato in versione digitale dall'editore Rai Com.

### Tracce
1. History is now – 3:05
2. La Lunga Notte – 2:49
3. Le decisioni irrevocabili – 3:01
4. Essentia – 2:23
5. Tema di Grandi – 2:21
6. Resa dei Conti – 3:57
7. Marcia Imperiale – 2:01
8. Cospirazione – 3:32
9. Freedom – 1:36
10. Focus – 1:24
11. Edda Ciano – 0:45
12. Dark Side – 2:36
13. Requiem for Furio – 1:09
14. Tema di Mussolini – 1:32
15. Royal Love – 3:14
16. Nazi March – 1:54
17. Tempus Fugit – 2:03
18. Vox – 1:28
19. Gran Consiglio del Fascismo – 2:19
20. Valzer dell'addio – 3:08
21. La caduta del Duce – 1:37